# Odznaczenie „Chroniąc Pamięć”
Odznaczenie „Chroniąc Pamięć” – odznaczenie przyznawane od 1998 r. w ramach programu honorowania Polaków zasłużonych dla ratowania żydowskiego dziedzictwa.
Odznaczenie nadawane jest w formie honorowego dyplomu Polakom zaangażowanym w zachowanie dziedzictwa polskich Żydów i dialog polsko-żydowski. Program prowadzony jest przez Ambasadę Izraela w Polsce, Fundusz Michaela Traisona dla Polski, Żydowski Instytut Historyczny w Warszawie, Fundację Ochrony Dziedzictwa Żydowskiego, Muzeum Galicja w Krakowie i Centrum Społeczności Żydowskiej JCC w Krakowie. Od 2011 r. uroczystości nadania odznaczenia odbywają się pod honorowym patronatem Ministra Kultury i Dziedzictwa Narodowego RP.
Uroczystość wręczenia dyplomów odbywa się co roku w ramach Festiwalu Kultury Żydowskiej w Krakowie.

## Historia
Program „Chroniąc pamięć” zainicjował w 1998 r. amerykański prawnik Michael H. Traison. To on wytypował pierwszych społeczników nominowanych do oznaczenia i namówił współpartnerów do włączenia się do projektu.
W pierwszych latach trwania programu honorowano głównie osoby zaangażowane w restaurowanie i porządkowanie żydowskich cmentarzy. W kolejnych latach nagradzano również nauczycieli prowadzących projekty edukacyjne z zakresu kultury żydowskiej, twórców wystaw upamiętniających byłych żydowskich mieszkańców czy organizatorów wydarzeń kulturalnych związanych z odkrywaniem żydowskiej przeszłości i obchodów rocznic wydarzeń ważnych dla historii narodu żydowskiego.

## Laureaci
Co roku około 10 nowych laureatów odznaczenia „Chroniąc Pamięć” wybieranych jest wspólną decyzją reprezentantów Ambasady Izraela, Żydowskiego Instytutu Historycznego i Fundacji Ochrony Dziedzictwa Żydowskiego. Wybraniu kandydaci muszą następnie zostać zaakceptowani przez pozostałych partnerów programu.
Honorowane są zarówno osoby prywatne, jak i organizacje pozarządowe, instytucje państwowe oraz władze miast. Pod uwagę brane są osoby, które są zaangażowane w restaurowanie i porządkowanie żydowskich cmentarzy, prowadzą unikatowe projekty edukacyjne z zakresu kultury żydowskiej, tworzą wystawy upamiętniające byłych żydowskich mieszkańców czy organizują wydarzenia kulturalne związane z odkrywaniem żydowskiej przeszłości.
1. edycja w 1998 roku
- Adam Bartosz, Tarnów
- Mariusz Bondarczuk, Przasnysz
- Dariusz Czwojdrak, Wschowa
- Krzysztof Czyżewski, Sejny
- Hanna Domańska, Sopot
- Jerzy Fornalik, Koźmin / Borzęciszki
- Wojciech Henrykowski i jego siostra Anna Henrykowska, Maków Mazowiecki
- Jan Jagielski, Warszawa
- Mieczysław Jędruszczak, Warszawa
- Łucja Nowak, Konin
- Adam Penkala, Radom
- Jacek Proszek, Bielsko-Biała
- Zbigniew Romaniuk, Brańsk
- Piotr Rytka, Zalesie Dolne
- Ireneusz Ślipek, Warta
- Janusz Sudecki, Warszawa
- Paweł Sygowski, Lublin
- Andrzej Trzciński, Lublin
- Dariusz Walerjański, Zabrze
- Tomasz Wiśniewski, Białystok
- Jan Paweł Worończak, Wrocław
- Ewa Wroczyńska, Tykocin
- Jerzy Znojek, Chęciny / Pińczów

2. edycja w 1999 roku
- Eugeniusz Duda, Kraków
- Anna Graf, Warszawa
- Maria Hoffman i jej syn Krzysztof Hoffman, Kraków
- Janusz Makuch, Kraków
- Tomasz Pietrasiewicz, Lublin
- Andrzej Pietrasik, Płońsk
- Hanna Szmalenberg, Warszawa
- Andrzej Szczerbinki, Ustrzyki
- Kazimierz Tański i Towarzystwo Przyjaciół Ziemi Mławskiej, Mława
- Towarzystwo Miłośników Ziemi Gąbińskiej, Gąbin

3. edycja w 2000 roku
- Katarzyna Bielawska, Narewka
- Marek Bem, Włodawa
- Hanna Gumińska-Rolińska i Krzysztof Gumiński, Warszawa
- Janina Górz, Kraków
- Ewa Leśniewska, Łęczna
- Lech Rutkowski, Białystok

4. edycja w 2001 roku
- ks. Stanisław Bartmiński, Krasiczyn
- Marek Handke, Kalisz
- Krystyna Kiersznowska, Leżajsk
- Anna Krzemień, Sulejówek
- Małgorzata Serwatka, Warszawa
- Robert Szuchta, Warszawa
- Piotr Trojański, Kraków

5. edycja w 2002 roku
- Adam Ciućka, Świdwin
- Zbigniew Czajkowski, Świdwin
- Marek Miros, Gołdapia
- Przemysław Murczkiewicz, Staszów
- Andrzej Omasta, Warszawa
- Zenon Sroczyński, Kalisz
- Stanisław Wilczyński, Wągrowiec

6. edycja w 2003 roku
- Małgorzata Chołodowska, Złotów
- Anita i Maciej Frankiewiczowie, Starachowice
- Stanisław Górski, Dobrodzień
- Andrzej Kirmiel, Skwierzyna
- Bogdan Lisze, Lubaczów
- Krystyna Pielak, Prudnik
- Alicja Różańska-Cembrowska, Ożarów
- Zbigniew Zakrzewski, Koźmin Wielkopolski
- Społeczny Komitet Pamięci Żydów Otwockich i Karczewskich, Otwock
- Stowarzyszenie Płetwonurków i Ratowników „Podwodniak”, Gniezno

7. edycja w 2004 roku
- prof. Monika Adamczyk-Garbowska, Lublin
- Wojciech Chodkowski, Wyszków
- Danuta Hejneman, Biała
- Róża Klijanowicz, Kamienna Góra
- pastor Janusz Szarzec, Warszawa
- Olkuskie Stowarzyszenie Kulturalne „Brama”, Olkusz

8. edycja w 2005 roku
- Lech Kaczyński, Warszawa
- Jerzy Kropiwnicki, Łódź
- Kamila Klauzińska, Zduńska Wola
- Artur Podgórski, Poniatowa
- Grzegorz Kamiński, Wielowieś / Toszek
- Tomasz Siekierski oraz X LO w Gdańsku i Stowarzyszenie Absolwentów, Gdańsk
- Zdzisław Leszczyński, Bodzanów
- Grzegorz Bożek, Krosno
- Wiesław Zalewski, Strzegowo
- Barbara i Andrzej Kopiec, Radomsko

9. edycja w 2006 roku
- Wojciech Białas, Rymanów
- Artur Cyruk, Hajnówka
- Ireneusz Jeziorski, Żywiec
- Roman Kiereja, Izbica Lubelska
- Jan Klamczyński, Szydłów
- Wojciech Mszyca, Katowice / Żarki
- Aleksander Stawnicki, Zielona Góra
- śp. Stefan Świszczowski, Kraków
- Jarosław Zatorski, Chmielnik
- Zbór Kościoła Chrześcijan Baptystów, Mińsk Mazowiecki

10. edycja w 2007 roku
- Karol J. Babiarz, Izbica
- Krzysztof Bielawski, Warszawa
- Marcin Dudek, Szczepanowo
- Karol Głębocki, Wysokie Mazowieckie
- Adam Marczewski, Kędzierzyn-Koźle
- Szymon Modrzejewski, Uście Gorlickie
- Andrzej Moskwa, Iłża
- Zbigniew Niziński, Warszawa
- Jarosław J. Samela, Wąchock
- Marek Staniek, Iwaniska
- Jacek Szwic, Przemyśl

11. edycja w 2008 roku
- Piotr Błażejewski, Bukowsko
- Agnieszka Cahn, Myślenice
- Robert Marzec, Piotrków Trybunalski
- Wiesława Młynarczyk i Bogusław Jędruszczak, Warszawa
- Irena Sionek, Warszawa
- Aleksander Sosna, Białystok
- Zbigniew Wdowiak, Kutno
- Mieczysław Zdyrski, Tarnobrzeg

12. edycja w 2009 roku
- Agata Białas, Rymanów
- Jolanta Dylewska, Łódź
- Małgorzata Frąckowiak, Wrocław
- Katarzyna Iwańska, Wadowice
- Mirosław Łapa, Kępno
- dr Emil Noiński[1], Kałuszyn
- Joanna Podolska, Łódź
- Sebastian Rakowski, Otwock
- ks. Leszek Sikorski, Bodzentyn
- Towarzystwo Przyjaciół Ryk, Ryki

13. edycji w 2010 roku
- Elżbieta Bartsch, Zduńska Wola
- Małgorzata i Magdalena Płoszaj, Rybnik
- Elżbieta Sitarz, Wadowice
- Aleksandra Wróblewska, Warszawa.
- Jacek Sech, Strzelno
- Zbigniew Sołtysiński, Aleksandrów Kujawski
- Tomasz Zbierski, Gdańsk
- Stowarzyszenie na Rzecz Ziemi Podlaskiej „Drumla”, Białystok
- Stowarzyszenia Bezrobotnych i Bezdomnych „Tęcza”, Łęczna

14. edycja w 2011 roku
- Robert Augustyniak, Grzegorz Benedykciński oraz Stowarzyszenie „Europa i My”, Grodzisk Mazowiecki
- Krzysztof Bagiński, Knyszyn
- Bogdan Białek, Kielce
- Katarzyna Markusz, Sokołów Podlaski
- Piotr Pojasek, Nowa Wieś pod Wronkami
- prof. Aleksander B. Skotnicki, Kraków
- Anna Wieczorek i Mirosław Skrzypczyk, Szczekociny
- Ochotniczy Hufiec Porządkowania Cmentarza Żydowskiego im. J. Rajnfelda, Warszawa
- Ochotnicza Straż Pożarna „Stołpno”, Międzyrzec Podlaski
- Stowarzyszenie dla Rozwoju Gminy Koziegłowy, Koziegłowy
- Stowarzyszenie Muzeum Małej Ojczyzny, Bielsk Podlaski

15. edycja w 2012 roku
- Wanda M. Cebulka, Grodków
- Agnieszka Piśkiewicz, Szczekociny
- Janusz Grobel i pastor Jarosław Bator, Puławy
- Damian Lewandowski, Seroczyn
- Mirosław Kędzior i Janusz Korbecki, Rzeszów
- Andrzej Potocki, Rzeszów
- Stowarzyszenie Inicjatyw Lokalnych „Horyzont”, Jastrowie

16. edycja w 2013 roku
- Wiesław Sasinowski, Kolno
- Płk Krzysztof Trela, Kraków
- Prof. dr hab. Wacław Wierzbieniec, Jarosław/Rzeszów
- Fundacja „Borussia” i Stowarzyszenie Wspólnota Kulturowa „Borussia”, Olsztyn
- Fundacja Brama Cukermana, Będzin
- Ryszard Kosowski i Muzeum im. Ireny i Mieczysława Mazarakich w Chrzanowie, Chrzanów
- IX LO im. Mikołaja Kopernika, Lublin
- Stowarzyszenie „Miasteczko Poznań”, Poznań
- Zespół Szkół Plastycznych im. Jacka Malczewskiego, Częstochowa

17. edycja w 2014 roku
- Anna Grużlewska, Dzierżoniów
- Leon Gawąd, Bochnia
- Kpt. Rafał Kaczmarczyk, Cieszyn
- Jacek Antoni Lupa, Lelów
- Jan Myrcik, Cieszowa
- Dr Barbara Olech, Białystok
- Tomasz Urzykowski, Warszawa
- Stowarzyszenie na Rzecz Ochrony Dziedzictwa Żydów Ziemi Dukielskiej „Sztetl Dukla”, Dukla
- Stowarzyszenie Przyrodniczo-Kulturalne „Ekosan”, Dwikozy
- Stowarzyszenie „Włoszczowa-Stop Podziałom”, Włoszczowa

18. edycja w 2015 roku
- Laureat Nagrody Specjalnej: Zygmunt A. Rolat
- Twórcy filmu „Pokłosie”: Władysław Pasikowski, Maciej Stuhr, Ireneusz Czop, Dariusz Jabłoński
- Strongmeni zaangażowani w projekt „Matzeva Projekt”: Jarosław Nowacki, Tomasz Kowal, Grzegorz Wiśniewski
- Anna Jeziorna, Kraków
- Marianna i Stanisław Zybałowie, Radecznica
- Prof. dr hab. Sławomir Jacek Żurek, Lublin
- Prof. dr hab. Jerzy Mizgalski, Częstochowa
- Władze miasta Radomsko: Anna Milczanowska, Wioletta Pal

19. edycja w 2016 roku
- Laureatka Nagrody Specjalnej: Anna Maciejowska, Częstochowa
- Agnieszka Małgorzata Bagińska, Pisz
- Grzegorz Siwor, Warszawa
- Janusz Poniewierski, Kraków
- Krzysztof Ostrowski, Pułtusk
- Krzysztof Straus, Pajeczno
- Ks. Wojciech Lemański, Warszawa
- Romuald Cieśla, Krzepice
- Łukasz Połomski, Nowy Sącz
- Krzysztof Godlewski, Jedwabne

20. edycja w 2017 roku
- Laureat Nagrody Specjalnej: Steven Reece
- Agnieszka Nieradko, Warszawa
- Ks. Marian Bronikowski, Sieradz
- Sebastian Rejek, Warszawa
- Wiesław Paszkowski, Częstochowa
- Andrzej Albiniak, Janów Lubelski
- Grzegorz Kędzierski, Warszawa/Pułtusk
- Adam Szydłowski, Będzin

21. edycja w 2018 roku
- Anna Szymańska, Pułtusk
- Eugeniusz Bakalus, Rybotycze
- Ireneusz Socha, Dębica
- Zdzisław Senczak, Nowy Żmigród
- Marcin Zaród, Tarnów
- Krystyna Estkowska, Pułtusk
- Magdalena Białek, Jasło
- Marek Mielczarek, Dobra
- Paweł Janicki, Dobra
- Dr hab. Dariusz Rozmus, Olkusz/Dąbrowa Górnicza
- Agnieszka Mrowiec-Smaga, Częstochowa
- Małgorzata Kaim, Częstochowa

22. edycja w 2019 roku
- Anna Brzyska, Brzesko
- Dariusz Gajny, Bielsko-Biała
- Katarzyna Sosnowska-Gizińska i Jerzy Giziński, Nowy Dwór Mazowiecki
- Anna Karasińska, Staszów
- Michał Kisiel, Pułtusk
- Zbigniew S. Lubaszewski, Chełm
- Mariusz Matera, Ruda-Huta/Chełm
- Dariusz Popiela, Nowy Sącz/Krościenko nad Dunajcem
- Czesław Uszyński, Annopol/ powiaty chełmski i hrubieszowski
- Stanisław Żak, Kielce

23. edycja w 2020 roku
- Maryla i Ireneusz Czubakowie, Kraków/Lwów (Lviv)
- Agata Góralczyk, Magdalena Góralczyk i Małgorzata Góralczyk, Przasnysz
- Jusyna Flis, Janów Lubelski
- Antoni Florczak, Janów Lubelski
- Urszula Łukasik, Janów Lubelski
- Zbigniew J. Nita, Janów Lubelski
- Tomasz Kocur Malec, Tarnów
- Ewa Krychniak, Sokółka
- Paweł Kulig, Łódź
- Gabriela Poliwczak, Dubienka
- Katarzyna Winiarska, Teremiski / Białowieża

24. edycja w 2021 roku
- Elżbieta Ferenc, Częstochowa
- Fundacja Pasaże Pamięci, Tomaszów Mazowiecki
- Marek Chmielewski, Orla
- Joanna Czaban, Krynki
- Inga Marczyńska, Jasło
- Przemek Panasiuk, Warszawa
- Urszula Antosz-Rekucka, Mszana Dolna
- Teresa Klimowicz, Lublin
- Elwira Jeglińska, Ślesin
- Waldemar Polański, Szczecin

### 25. edycja w 2022 roku
Źródło:
- Dariusz Horodecki, Orla
- Kazimierz Szczechura, Łomża
- Mariusz Rybczyński, Gmina Koło[5]
- Przemysław Jaczewski,  Warszawa/Kałuszyn
- Jan Remigiusz Morawski, Ciechanów
- Roland Semik, Słubice
- Wioleta Szczepocka, Kraków/Grodno, Białoruś
- Włodzimierz Andrzej Gąsiewski, Mielec/Pułtusk
- Marcin Ratułowski, Czarny Dunajec